# Филдинг, Ноэль
Ноэль Фи́лдинг (англ. Noel Fielding; 21 мая 1973, Вестминстер, Лондон) — английский актёр, комик, сценарист, продюсер, композитор. Известен своей ролью Винса Нуара в сериале «Майти Буш» и Ричмонда Авенела в сериале «Компьютерщики». В 2012 году запустил свой собственный телесериал «Роскошная комедия Ноэля Филдинга». С 2017 года ведущий популярного шоу «The Great British Bake Off».

## Карьера

### Стендап
Ноэль Филдинг родился 21 мая 1973 года в Вестминстере (Лондон) в семье Дайан и Рэя Филдингов. Получил образование в Кройдонском художественном колледже и колледже Букингемширского Нового университета.
Ноэль Филдинг регулярно выступал в качестве стендап-комика в конце 1990-х годов. Актёрский дебют состоялся в телесериале «Газ» (1997) Стивена Стюарта. Этот сериал изобиловал сюрреалистическими историями, ситуациями, персонажами и песнями, которые напоминают поздние работы комик-группы «Майти Буш».
В 2010 году Филдингом был запланировал сольный тур по стране, но он был отменён, и Ноэль мог сосредоточиться на записи фильма и альбома «Майти Буш» вместе с Баррэтом. В этом же году принимает участие в Comedy Gala на канале Channel 4 и благотворительном концерте в помощь детской больнице Грейт Ормонд-стрит.

### Участие в «Майти Буш»
В 1998 году в возрасте 25 лет, познакомился с Джулианом Бэррэттом во время выступления последнего в постановке Hellfire Comedy Club в театре Wycombe Swan. Впечатлённый комическим талантом Филдинга, Бэррэт предложил ему присоединиться к нему и образовать творческий дуэт. В апреле 1998 года во время их первого совместного выступления в клубе Oranje Boom Boom «родились» персонажи работников зоопарка: жизнерадостный модник Винс Нуар (Ноэль) и серьёзный любитель джаза Говард Мун (Джулиан Бэррэтт).
Спустя некоторое время на съёмках передачи Unnatural Acts Ноэль и Джулиан встретили Рича Фулчера. Подружившись, это весёлое трио создало костяк спектаклей «Майти Буш». Их первый спектакль был представлен на Эдинбургском фестивале искусств, получив награду за «Лучшее новое представление». Вскоре к «Бушам» присоединился младший брат Ноэля — Майкл (сыгравший роль Набу) и Дэйв Браун (сыгравший Болло), впоследствии в Майти Буше снимались Мэтт Берри (играл Диксона Бейнбриджа, снимался в эпизодических ролях; известен ролью в ситкоме «Компьютерщики»), Ричард Айоади (Сабу, эпизоды в Майти Буш; также снимался в «Компьютерщиках») и многие другие. Также в сериале приняли участие родители Филдинга.
«Майти Буш» три раза получали награду The Shockwaves NME Best TV Award (2007, 2008, и 2009).

### Радио и телевидение
Филдинг принимал участие во многих комедийных шоу на канале Channel 4, включая такие как «Нейтан Барли», «Компьютерщики», «AD/BC: Рок-опера» и «Обитель тьмы Гарта Маренги». В 1998 году он принимал участие в шоу Unnatural Acts. Участвовал в радиопредставлениях в 2001 году в качестве Винса Нуара вместе с радиоспектаклями «Майти Буш». Участвовал в The Russell Brand Show на BBC Radio 2 26 мая 2007 года и 13 октября 2007 года. В ноябре 2007 года Филдинг принял участие в пяти эпизодах на BBC Radio 2 в шоу Vic Reeves' House Arrest, сыграв роль местного бродяги, который стучит в дверь Ривза раз в неделю, чтобы попросить работы.
В феврале 2007 года Ноэль участвовал в музыкальном шоу Never Mind the Buzzcocks в качестве гостя, после чего стал постоянным капитаном команды. Также он трижды выступал вместе с Расселом Брэндом в 2006, 2007 и 2015 годах на ежегодной телевикторине «Большая жирная викторина года». В 2010 году участвовал в команде с Ричардом Айоади. Эпизод был показал 4 января 2011 по каналу Channel 4. Сыграл роль Маркуса в эпизоде сериале «Как не стоит жить».
Выступал в 2011 году на благотворительном шоу Let’s Dance for Comic Relief, танцуя под песню Кейт Буш Wuthering Heights. Также снялся в ремейке её клипа Deeper Understanding.
В 2011 году занимался съемками своего собственного шоу под черновым названием Boopus. 26 января 2012 года шоу начали транслировать под названием «Роскошная комедия Ноэля Филдинга» на Channel 4. Скетч-шоу содержит много анимации и большое количество необычных персонажей, большинство из которых играет сам Ноэль. В качестве актёров выступают его друзья и знакомые, например, его брат Майкл, Том Митен и Долли Уэллс. Всю музыку к шоу написал его друг Серджо Пиццорно, участник группы Kasabian. Серджо и Ноэль назвали себя The Loose Tapestries и записали альбом с саундтреками к шоу. Помимо этого, они планируют провести тур по лесам Британии, исполняя музыку из шоу.

### Музыка
Филдинг снимался в нескольких музыкальных видео, включая Blue Song группы Mint Royale, совместно с Джулианом Бэррэтом, Ником Фростом и Майклом Смайли. Он также появлялся в видео In the Morning группы Razorlight. Участвовал в трёх видео для группы Robots in Disguise: Girl (вместе с Крисом Корнером, который в тот момент встречался с басисткой и вокалисткой группы − Сью Деним), The Tears и Turn It Up, в котором появился в роли камео. Также Ноэль исполнил роль Влада в видео группы Kasabian Vlad The Impaler. Играл эпизодическую роль в клипе британской певицы Kate Bush на песню Deeper Understanding.
Филдинг дружит с участниками группы Razorlight, что вылилось в приглашение принять участие в The Priest and the Beast — одном из эпизодов сериала Майти Буш. Иногда играл на басу на живых выступлениях Robots in Disguise. Кроме того, он известен как диджей, часто играл в клубе Barfly в Лондоне вместе с другими участниками «Майти Буш» или его собственной группой диджеев, называющей себя Team Disgusting, состоящей из шести женщин и музыканта Пола Джеймса, известного так же как The Rev (бывший участник лондонской панк группы Towers of London). Позднее он стал выступать в качестве диджея вместе с Дэйвом Брауном, который исполняет роль Болло в сериале Майти Буш.

### Искусство
Ноэль занимается живописью. Он провёл свою первую выставку под названием «Психоделические сны Желатиновой Лисы» в Maison Bertaux, кондитерской на Greek Street в квартале Сохо (Лондон) в начале 2008 года. Вторая экспозиция под названием «Брайн Ферри против Желатиновой Лисы» также размещалась в Maison Bertaux с июля 2010 года по январь 2011 года.
6 сентября 2011 года Ноэль получил степень почётного магистра в Бакингемширском Новом университете за его постоянный интерес в области графики и поддержку многих арт-организаций. В октябре 2011 года Ноэль выпустил арт-книгу под названием The Scribblings of a Madcap Shambleton, которую он создал в союзе со старым другом и коллегой по «Майти Буш», Дэйвом Брауном. Книга содержит много рисунков, картин, фотографий и историй, как старых, так и новых. В поддержку выхода книги Филдинг провел несколько встреч с фанатами по всей Британии, которые часто сопровождались арт-инсталляциями и рисованием в реальном времени на стенах и витринах книжных магазинов.

## Личная жизнь
Около 9 лет он встречался с гитаристкой и солисткой электро-панк группы Robots in Disguise — Ди Плам, настоящее имя Делия Гейтскелл. С 2010 года встречается с Ллианой Бёрд. Пара проживает вместе в районе Хайгейт в Северном Лондоне, 1 апреля 2018 года у них родилась дочь — Дали. В октябре 2020 года у пары родилась вторая дочь — Игги. 
На радиошоу Рассела Брэнда Ноэль сообщил, что его бабушка является француженкой. Газете The Sunday Times он заявил, что его родителям было всего 18, когда он родился, и они часто устраивали вечеринки, когда он был маленьким. У Филдинга нет второго имени, он никогда не был крещён и не является прихожанином какой-либо церкви. Имеет большую страсть к моде, благодаря чему довольно известен. Заявлял, что во время съемок сериала «Майти Буш» носил шляпу Джонни Деппа и пальто Фредди Меркьюри. 15 августа 2009 года в интервью газете The News of the World Филдинг заявил, что употреблял кокаин, кетамин и экстази в течение последних нескольких лет в связи со стрессом, вызванным его растущей славой, однако эти привычки остались в прошлом.

## Фильмография
| Год       |     | Русское название                  | Оригинальное название                                  | Роль                         |
| --------- | --- | --------------------------------- | ------------------------------------------------------ | ---------------------------- |
| 1998      | с   | —                                 | Alexei Sayle's Merry-Go-Round                          | разные персонажи             |
| 1998      | с   | —                                 | Unnatural Acts                                         | разные персонажи             |
| 1999      | ф   | Планкетт и Маклейн                | Plunkett & Macleane                                    | Бразел Гент                  |
| 2001      | кор | Свит                              | Sweet                                                  | Пит Свит                     |
| 2002      | тф  | Скандальный успех Сальвадора Дали | Surrealissimo: The Scandalous Success of Salvador Dali | Бауэр                        |
| 2003—2007 | с   | Майти Буш                         | The Mighty Boosh                                       | Винс Нуар / разные персонажи |
| 2004      | с   | Обитель тьмы Гарта Маренги        | Garth Marenghi’s Darkplace                             | человек-обезьяна             |
| 2004      | тф  | AD/BC: Рок-опера                  | AD/BC: A Rock Opera                                    | Шеперд                       |
| 2005      | с   | Нейтан Барли                      | Nathan Barley                                          | Джонс                        |
| 2006      | в   | Майти Буш: Концерт                | The Mighty Boosh Live                                  | Винс Нуар                    |
| 2006—2013 | с   | Компьютерщики                     | The IT Crowd                                           | Ричмонд                      |
| 2009      | ф   | Кролик и бык                      | Bunny and the Bull                                     | Хавьер                       |
| 2009      | в   | Boosh Live                        | Майти Буш: Future Sailors Tour                         | Винс Нуар                    |
| 2010      | ф   | Давай, Эйлин                      | Come on Eileen                                         | Рекс                         |
| 2010      | с   | Как не стоит жить                 | How Not to Live Your Life                              | Маркус                       |
| 2011      | ф   | Ужасный Генри                     | Horrid Henry: The Movie                                | Эд Бангер                    |
| 2012—2014 | с   | Роскошная комедия Ноэля Филдинга  | Noel Fielding’s Luxury Comedy                          | Ноэль / разные персонажи     |
| 2013      | с   | Долл и Эм                         | Doll & Em                                              | Ноэль                        |
| 2015      | ф   | —                                 | Aaaaaaaah!                                             | Карл                         |
| 2015      | ф   | В погоне за мечтой                | Set the Thames on Fire                                 | Дики                         |
| 2016      | ф   | —                                 | Brakes                                                 | Дэниел                       |
| 2016      | с   | Парни из Трейлер Парка: Вне Парка | Trailer Park Boys: Out of the Park                     | лорд Пампуистл               |
| 2016      | тф  | —                                 | The Entire Universe                                    | Эйнштейн                     |
| 2017      | с   | Уильям наш, Шекспир               | Upstart Crow                                           | Томас Морли                  |
| 2017      | с   | Городские легенды                 | Urban Myths                                            | Элис Купер                   |
| 2018      | ф   | Фестиваль                         | The Festival                                           | DJ Акула-молот               |
| 2018      | с   | Разочарование                     | Disenchantment                                         | палач Стэн                   |
| 2019      | мф  | Лего. Фильм 2                     | The Lego Movie 2: The Second Part                      | Бальтазар                    |